# Marinellina flagellata
Marinellina flagellata är en djurart som tillhör fylumet bukhårsdjur, och som beskrevs av Ruttner-Kolisko 1955. Marinellina flagellata ingår i släktet Marinellina och familjen Dichaeturidae. Inga underarter finns listade i Catalogue of Life.